# Charles Wiggins Cobb
Charles Wiggins Cobb (* 17. September 1875 in Plymouth, Plymouth County, Massachusetts; † 2. März 1949 in Cambridge, Middlesex County, Massachusetts) war ein US-amerikanischer Mathematiker und Wirtschaftswissenschaftler.
Charles Wiggins Cobb lehrte am Amherst College in Massachusetts. Zusammen mit Paul Howard Douglas wies er die nach ihnen benannte Cobb-Douglas-Funktion empirisch nach. 

## Schriften
- Plane Analytic Geometry (1913)
- The Asymptotic Development for a Certain Function of Zero Order (1913)
- Manufacturing in Ten States: 1921–1931 (1935)
- Notes on Massachusetts Manufacturing (1939)
- Notes on United States Manufacturing (1940)